# Lago di Bracciano
Lago di Bracciano este o arie protejată (arie specială de conservare — SAC, sit de importanță comunitară — SCI) din Italia întinsă pe o suprafață de 5.864 ha, integral pe uscat.

## Localizare
Centrul sitului Lago di Bracciano este situat la coordonatele 42°07′21″N 12°13′53″E / 42.1225°N 12.231389°E.

## Înființare
Situl Lago di Bracciano a fost declarat sit de importanță comunitară în iunie 1995 pentru a proteja 32 de specii de animale. Situl a fost protejat și ca arie specială de conservare în decembrie 2016.

## Biodiversitate
Situată în ecoregiunea mediteraneană, aria protejată conține 4 habitate naturale: Ape stătătoare oligotrofe până la mezotrofe, cu vegetație de Littorelletea uniflorae și/sau de Isoëto-Nanojuncetea, Galerii de Salix alba și de Populus alba, Ape puternic oligomezotrofe cu vegetație bentonică cu Chara spp., Lacuri eutrofice naturale cu vegetație de tip Magnopotamion sau Hydrocharition.
La baza desemnării sitului se află mai multe specii protejate:
- păsări (31): privighetoare-de-baltă (Acrocephalus melanopogon), pescăruș albastru (Alcedo atthis), egretă mare (Ardea alba), stârc roșu (Ardea purpurea), ciuf de câmp (Asio flammeus), rață roșie (Aythya nyroca), buhai de baltă (Botaurus stellaris), pasărea ogorului (Burhinus oedicnemus), caprimulg (Caprimulgus europaeus), chirichița cu obraz alb (Chlidonias hybrida), chirighiță neagră (Chlidonias niger), barză albă (Ciconia ciconia), barză neagră (Ciconia nigra), erete de stuf (Circus aeruginosus), erete vânăt (Circus cyaneus), dumbrăveancă (Coracias garrulus), gușă vânătă (Cyanecula svecica), egretă mică (Egretta garzetta), cufundar polar (Gavia arctica), cocor (Grus grus), piciorong (Himantopus himantopus), stârc pitic (Ixobrychus minutus), sfrâncioc roșiatic (Lanius collurio), Mergellus albellus, gaia neagră (Milvus migrans), gaia roșie (Milvus milvus), vultur pescar (Pandion haliaetus), viespar (Pernis apivorus), Phalacrocorax carbo sinensis, ciocântors (Recurvirostra avosetta), fluierar de mlaștină (Tringa glareola)
- pești (1): Rutilus rubilio

Pe lângă speciile protejate, pe teritoriul sitului au mai fost identificate 1 specie de plante, 1 specie de pești, 1 specie de reptile.